# Constantine Makris
Constantine Makris A.S.C. é um cineasta, Diretor de arte e produtora de televisão grego-americano. 
Trabalhou principalmente em séries de Dick Wolf. Por seu trabalho em Law & Order, venceu o Emmy Award de "Melhor Cinematografia em Série de Single Camera", em 1993, 1997 e 1998.

## Filmografia

### Como diretor
- Law & Order
- Law & Order: Special Victims Unit
- Law & Order: Criminal Intent
- Law & Order: Trial by Jury
- Law & Order: Los Angeles
- Conviction
- 30 Rock
- Damages
- Warehouse 13
- FlashForward
- Royal Pains
- Rescue Me
- Chicago Fire

### Como cineasta
- Law & Order

### Como produtor
- Conviction